# Epingl

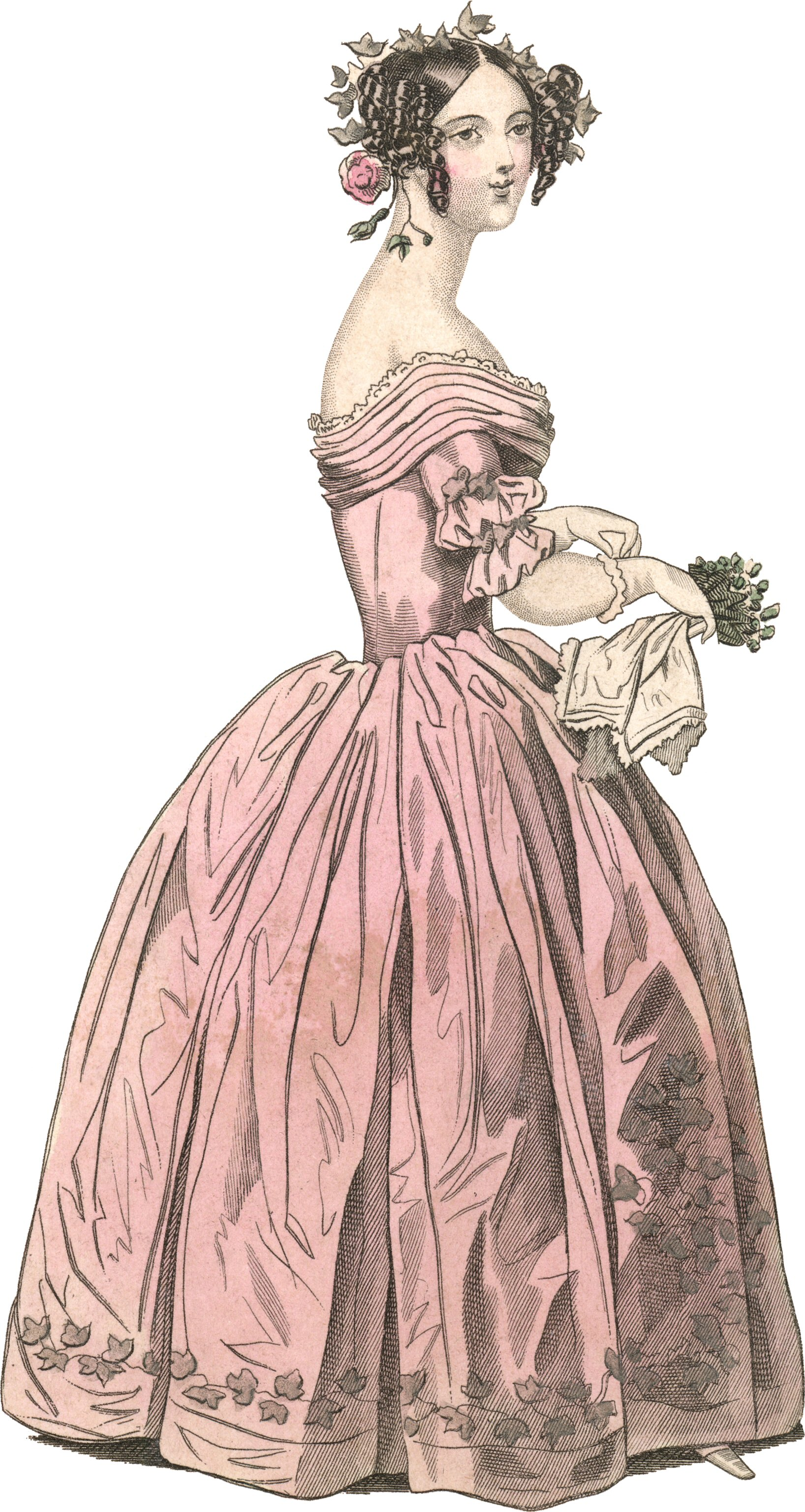
Šaty z epinglu podle módy z roku 1838

Epingl je rypsová tkanina s příčným žebrováním nebo plyš s taženým vlasem.
- Příčné žebrování se dosahuje vazbou osnovního rypsu.

Podle jiných definicí je epingl tkanina se střídavou šířkou žeber, která vzniká střídáním nití rozdílné tloušťky nebo střídáním pravého a levého zákrutu.
Tkaniny se zhotovují z různých materiálů, barví převážně v kuse a dají se použít na šaty a kostýmy.
- Epinglový nábytkový potah je tkanina s výrazným žebrováním tvořeným střídavě dlouhými a krátkým smyčkami, resp. stříhanými a nestříhanými smyčkami. Vyrábí se na prutových stavech tzn. ze základní a vlasové osnovy a útku. Smyčky bývají z vlněné, bavlněné nebo syntetické příze.[3]

## Z historie epinglu
Epingl pochází z italského města Lucca. V 21. století se výroba epinglu na nábytkové potahy zachovala v severní Belgii, zatímco epinglové oděvní tkaniny jsou známé jen z dávné minulosti (viz snímek) jako luxusní zboží.